# Parupeneus porphyreus
Parupeneus porphyreus (Jenkins, 1903) è un pesce appartenente alla famiglia Mullidae.

## Distribuzione e habitat
Questa specie è diffusa lungo le barriere coralline delle Isole Hawaii, in acque comprese tra i 1 e 140 m di profondità.

## Descrizione
P. porphyreus presenta un corpo alto e robusto, compresso ai fianchi, con profilo ovaloide e fronte pronunciata. La bocca è grande e prominente, gli occhi piccoli, le pinne pettorali robuste. Possiede due barbigli e due pinne dorsali, la pinna caudale ampia e bilobata. La livrea, piuttosto variabile per ogni individuo, ha un colore di fondo rosso tendente a scurirsi, con una chiazza a forma di sella alla radice del peduncolo caudale e altre chiazze irregolari sul corpo. Gli occhi sono sottolineati da una linea bruna obliqua, orlata da altre due linee chiare sfumate. Le pinne sono rossastre chiazzate e orlate di bianco azzurro. 
 
Raggiunge una lunghezza massima di 50 cm.

## Biologia

### Comportamento
È un predatore notturno: di giorno staziona vicino al fondale, per muoversi soprattutto di notte quando caccia.

### Alimentazione
P. porphyreus ha dieta carnivora: si nutre di pesci, crostacei e piccoli invertebrati.

### Riproduzione
La deposizione delle uova è annuale con un picco massimo compreso tra dicembre e luglio.